# Arrondissement de Reims
L'arrondissement de Reims est une division administrative française, située dans le département de la Marne et la région Grand Est.

## Composition

Limite de l'arrondissement avant le 31 mars 2017

### Découpage cantonal avant 2015
Liste des cantons de l'arrondissement de Reims :
- canton de Beine-Nauroy ;
- canton de Bourgogne ;
- canton de Châtillon-sur-Marne ;
- canton de Fismes ;
- canton de Reims-1 ;
- canton de Reims-2 ;
- canton de Reims-3 ;
- canton de Reims-4 ;
- canton de Reims-5 ;
- canton de Reims-6 ;
- canton de Reims-7 ;
- canton de Reims-8 ;
- canton de Reims-9 ;
- canton de Reims-10 ;
- canton de Verzy ;
- canton de Ville-en-Tardenois.

### Découpage communal entre 2015 et 2017
Dès 2015, le nombre de communes des arrondissements varie chaque année soit du fait du redécoupage cantonal de 2014 qui a conduit à l'ajustement de périmètres de certains arrondissements, soit à la suite de la création de communes nouvelles. Le nombre de communes de l'arrondissement de Reims est ainsi de 156 en 2015, 156 en 2016 et 155 en 2017. Au 1er janvier 2017, l'arrondissement groupait alors les 155 communes suivantes :
1. Anthenay
2. Aougny
3. Arcis-le-Ponsart
4. Aubérive
5. Aubilly
6. Auménancourt
7. Baconnes
8. Baslieux-lès-Fismes
9. Baslieux-sous-Châtillon
10. Bazancourt
11. Beaumont-sur-Vesle
12. Beine-Nauroy
13. Belval-sous-Châtillon
14. Berméricourt
15. Berru
16. Bétheniville
17. Bétheny
18. Bezannes
19. Binson-et-Orquigny
20. Bligny
21. Bouilly
22. Bouleuse
23. Boult-sur-Suippe
24. Bourgogne-Fresne
25. Bouvancourt
26. Branscourt
27. Breuil
28. Brimont
29. Brouillet
30. Caurel
31. Cauroy-lès-Hermonville
32. Cernay-lès-Reims
33. Châlons-sur-Vesle
34. Chambrecy
35. Chamery
36. Champfleury
37. Champigny
38. Champlat-et-Boujacourt
39. Châtillon-sur-Marne
40. Chaumuzy
41. Chenay
42. Chigny-les-Roses
43. Cormicy
44. Cormontreuil
45. Coulommes-la-Montagne
46. Courcelles-Sapicourt
47. Courcy
48. Courlandon
49. Courmas
50. Courtagnon
51. Courville
52. Crugny
53. Cuchery
54. Cuisles
55. Dontrien
56. Écueil
57. Époye
58. Faverolles-et-Coëmy
59. Fismes
60. Germigny
61. Gueux
62. Hermonville
63. Heutrégiville
64. Hourges
65. Isles-sur-Suippe
66. Janvry
67. Jonchery-sur-Vesle
68. Jonquery
69. Jouy-lès-Reims
70. Lagery
71. Lavannes
72. Lhéry
73. Loivre
74. Ludes
75. Magneux
76. Mailly-Champagne
77. Marfaux
78. Merfy
79. Méry-Prémecy
80. Les Mesneux
81. Montbré
82. Montigny-sur-Vesle
83. Mont-sur-Courville
84. Muizon
85. Nanteuil-la-Forêt
86. La Neuville-aux-Larris
87. Nogent-l'Abbesse
88. Olizy
89. Ormes
90. Pargny-lès-Reims
91. Passy-Grigny
92. Les Petites-Loges
93. Pévy
94. Poilly
95. Pomacle
96. Pontfaverger-Moronvilliers
97. Pouillon
98. Pourcy
99. Prosnes
100. Prouilly
101. Prunay
102. Puisieulx
103. Reims
104. Reuil
105. Rilly-la-Montagne
106. Romain
107. Romigny
108. Rosnay
109. Sacy
110. Saint-Brice-Courcelles
111. Saint-Étienne-sur-Suippe
112. Saint-Euphraise-et-Clairizet
113. Sainte-Gemme
114. Saint-Gilles
115. Saint-Hilaire-le-Petit
116. Saint-Léonard
117. Saint-Martin-l'Heureux
118. Saint-Masmes
119. Saint-Souplet-sur-Py
120. Saint-Thierry
121. Sarcy
122. Savigny-sur-Ardres
123. Selles
124. Sept-Saulx
125. Sermiers
126. Serzy-et-Prin
127. Sillery
128. Taissy
129. Thil
130. Thillois
131. Val-de-Vesle
132. Tinqueux
133. Tramery
134. Trépail
135. Treslon
136. Trigny
137. Trois-Puits
138. Unchair
139. Vandeuil
140. Vandières
141. Vaudesincourt
142. Ventelay
143. Verzenay
144. Verzy
145. Ville-Dommange
146. Ville-en-Selve
147. Ville-en-Tardenois
148. Villers-Allerand
149. Villers-aux-Nœuds
150. Villers-Franqueux
151. Villers-Marmery
152. Villers-sous-Châtillon
153. Vrigny
154. Warmeriville
155. Witry-lès-Reims

### Découpage communal depuis 2017
Au 31 mars 2017, une réorganisation des arrondissements est effectuée, pour mieux intégrer les récentes modifications des intercommunalités et faire coïncider les arrondissements aux circonscriptions législatives ; l'arrondissement de Sainte-Menehould est supprimée, une commune (Baconnes) passe de Reims à Châlons-en-Champagne et treize communes (Baslieux-sous-Châtillon, Belval-sous-Châtillon, Binson-et-Orquigny, Champlat-et-Boujacourt, Châtillon-sur-Marne, Cuchery, Nanteuil-la-Forêt, La Neuville-aux-Larris, Passy-Grigny, Reuil, Sainte-Gemme, Vandières et Villers-sous-Châtillon) passent de Reims à Épernay tandis que deux communes (Billy-le-Grand et Vaudemange) passent de Châlons-en-Champagne vers Reims.
Au 1er janvier 2024, l'arrondissement groupe les 143 communes suivantes :
1. Anthenay
2. Aougny
3. Arcis-le-Ponsart
4. Aubérive
5. Aubilly
6. Auménancourt
7. Baslieux-lès-Fismes
8. Bazancourt
9. Beaumont-sur-Vesle
10. Beine-Nauroy
11. Berméricourt
12. Berru
13. Bétheniville
14. Bétheny
15. Bezannes
16. Billy-le-Grand
17. Bligny
18. Bouilly
19. Bouleuse
20. Boult-sur-Suippe
21. Bourgogne-Fresne
22. Bouvancourt
23. Branscourt
24. Breuil-sur-Vesle
25. Brimont
26. Brouillet
27. Caurel
28. Cauroy-lès-Hermonville
29. Cernay-lès-Reims
30. Châlons-sur-Vesle
31. Chambrecy
32. Chamery
33. Champfleury
34. Champigny
35. Chaumuzy
36. Chenay
37. Chigny-les-Roses
38. Cormicy
39. Cormontreuil
40. Coulommes-la-Montagne
41. Courcelles-Sapicourt
42. Courcy
43. Courlandon
44. Courmas
45. Courtagnon
46. Courville
47. Crugny
48. Cuisles
49. Dontrien
50. Écueil
51. Époye
52. Faverolles-et-Coëmy
53. Fismes
54. Germigny
55. Gueux
56. Hermonville
57. Heutrégiville
58. Hourges
59. Isles-sur-Suippe
60. Janvry
61. Jonchery-sur-Vesle
62. Jonquery
63. Jouy-lès-Reims
64. Lagery
65. Lavannes
66. Lhéry
67. Loivre
68. Ludes
69. Magneux
70. Mailly-Champagne
71. Marfaux
72. Merfy
73. Méry-Prémecy
74. Les Mesneux
75. Montbré
76. Montigny-sur-Vesle
77. Mont-sur-Courville
78. Muizon
79. Nogent-l'Abbesse
80. Olizy
81. Ormes
82. Pargny-lès-Reims
83. Les Petites-Loges
84. Pévy
85. Poilly
86. Pomacle
87. Pontfaverger-Moronvilliers
88. Pouillon
89. Pourcy
90. Prosnes
91. Prouilly
92. Prunay
93. Puisieulx
94. Reims
95. Rilly-la-Montagne
96. Romain
97. Romigny
98. Rosnay
99. Sacy
100. Saint-Brice-Courcelles
101. Saint-Étienne-sur-Suippe
102. Saint-Euphraise-et-Clairizet
103. Saint-Gilles
104. Saint-Hilaire-le-Petit
105. Saint-Léonard
106. Saint-Martin-l'Heureux
107. Saint-Masmes
108. Saint-Souplet-sur-Py
109. Saint-Thierry
110. Sarcy
111. Savigny-sur-Ardres
112. Selles
113. Sept-Saulx
114. Sermiers
115. Serzy-et-Prin
116. Sillery
117. Taissy
118. Thil
119. Thillois
120. Tinqueux
121. Tramery
122. Trépail
123. Treslon
124. Trigny
125. Trois-Puits
126. Unchair
127. Val-de-Vesle
128. Vandeuil
129. Vaudemange
130. Vaudesincourt
131. Ventelay
132. Verzenay
133. Verzy
134. Ville-Dommange
135. Ville-en-Selve
136. Ville-en-Tardenois
137. Villers-Allerand
138. Villers-aux-Nœuds
139. Villers-Franqueux
140. Villers-Marmery
141. Vrigny
142. Warmeriville
143. Witry-lès-Reims

## Démographie
En 2022, l'arrondissement comptait 297 492 habitants.
| 1968    | 1975    | 1982    | 1990    | 1999    | 2006    | 2011    | 2016    | 2021    |
| ------- | ------- | ------- | ------- | ------- | ------- | ------- | ------- | ------- |
| 223 636 | 255 922 | 267 838 | 281 685 | 291 933 | 292 450 | 292 438 | 294 674 | 297 068 |

| 2022    | - | - | - | - | - | - | - | - |
| ------- | - | - | - | - | - | - | - | - |
| 297 492 | - | - | - | - | - | - | - | - |

## Sous-préfets
| Période            | Période           | Identité                                                 | Fonction précédente                 | Observation              |
| ------------------ | ----------------- | -------------------------------------------------------- | ----------------------------------- | ------------------------ |
| 9 germinal an VIII | 8 mars 1814       | Nicolas-Marie Leroi                                      |                                     |                          |
| 9 mars 1814        | 1er août 1815     | de Fleury                                                |                                     |                          |
| 2 août 1815        | 15 août 1830      | Charles de Gestas                                        |                                     |                          |
| 16 août 1830       | 22 novembre 1841  | Charles Poisson                                          |                                     |                          |
| 23 novembre 1841   | 13 janvier 1843   | Poultier                                                 |                                     |                          |
| 14 janvier 1843    | mars 1848         | Antoine-Florentin Bourdon                                |                                     |                          |
| mars 1848          | 5 juillet 1848    | David                                                    |                                     |                          |
| 5 juillet 1848     | 16 mars 1849      | Charles Poisson                                          |                                     |                          |
| 7 mars 1849        | 6 décembre 1849   | Pierre Leroy                                             |                                     |                          |
| 7 décembre 1849    | 31 janvier 1852   | Paul-Francisque Feart                                    |                                     |                          |
| 1er février 1852   | 15 mars 1853      | de Chevremont                                            |                                     |                          |
| 16 mars 1853       | 9 avril 1858      | Edmond-Constantin d'Arnoux                               |                                     |                          |
| 10 avril 1858      | 18 juillet 1859   | Antoine-Alphonse de Gouvilliers                          |                                     |                          |
| 19 juillet 1859    | 9 septembre 1864  | Augustin-Gabriel-Jean-Baptiste Lempereur de Saint-Pierre |                                     |                          |
| 10 septembre 1864  | 22 mars 1867      | Louis-Aymar Joret Des Closieres                          |                                     |                          |
| 23 mars 1867       | 31 mars 1871      | Tiburce-Eugène Sebastiani                                |                                     |                          |
| 1er avril 1871     | 19 avril 1871     | Victor Emion                                             |                                     |                          |
| 20 avril 1871      | 4 mai 1871        | Comte de Masin                                           |                                     |                          |
| 5 mai 1871         | 8 novembre 1871   | Victor Emion                                             |                                     |                          |
| 9 novembre 1871    | 27 mai 1873       | Léon Grenier                                             |                                     |                          |
| 28 mai 1873        | 14 octobre 1875   | de Biencourt                                             |                                     |                          |
| 15 octobre 1875    | 23 mai 1877       | Jean-Edmond Lejouteux                                    |                                     |                          |
| 24 mai 1877        | 29 décembre 1877  | Marie-Louis-Georges de Latouche                          |                                     |                          |
| 30 décembre 1877   | 6 janvier 1878    | Poggioli                                                 |                                     |                          |
| 7 janvier 1878     | 24 mars 1879      | Parisot                                                  |                                     |                          |
| 25 mars 1979       | 2 septembre 1879  | Désiré-Dieudonné Majean                                  |                                     |                          |
| 3 septembre 1879   | 16 novembre 1880  | de Montremy                                              |                                     |                          |
| 17 novembre 1880   | 7 novembre 1882   | Léon Bourgeois                                           |                                     | Nommé Préfet du Tarn     |
| 8 novembre 1882    | 9 avril 1884      | Landart                                                  |                                     |                          |
| 10 avril 1884      | 12 février 1886   | See                                                      |                                     |                          |
| 13 février 1886    | 8 mars 1890       | Eugène Fosse                                             |                                     |                          |
| 9 mars 1890        | 16 mars 1893      | Paul-Marie Humbert                                       |                                     |                          |
| 17 mars 1893       | 12 avril 1896     | Eugène Poiffaut                                          |                                     |                          |
| 13 avril 1896      | 2 mai 1897        | Ambroise Gilbert                                         |                                     |                          |
| 3 mai 1897         | 18 juillet 1898   | Auguste-Nicolas Collignon                                |                                     |                          |
| 19 juillet 1898    | 22 juillet 1898   | Bernardin                                                |                                     |                          |
| 22 juillet 1898    | 23 septembre 1900 | Henri Huard                                              |                                     |                          |
| 24 septembre 1900  | 8 septembre 1902  | Jean-Baptiste Roudaud                                    |                                     |                          |
| 9 septembre 1902   | 15 août 1906      | Louis-Alfred Jossier                                     |                                     |                          |
| 16 août 1906       | 19 avril 1915     | Dhommee                                                  |                                     |                          |
| 20 avril 1915      | 18 avril 1917     | Jacques Regnier                                          |                                     |                          |
| 19 avril 1917      | 14 novembre 1920  | Charles-François Bailliez                                |                                     |                          |
| 14 novembre 1920   | 20 octobre 1926   | Louis-Auguste Mennecier                                  |                                     |                          |
| 21 octobre 1926    | 1er juillet 1930  | Chiraux                                                  |                                     |                          |
| 2 juillet 1930     | 30 avril 1937     | Tournier                                                 |                                     |                          |
| 1er mai 1937       | 21 septembre 1941 | Philip                                                   |                                     |                          |
| 21 septembre 1941  | 11 janvier 1943   | Esquirol                                                 |                                     |                          |
| 11 janvier 1943    | 16 mai 1943       | Bernard Cornut-Gentille                                  | Sous-préfet de Saint-Dié-des-Vosges | Préfet d'Ille-et-Vilaine |
| 16 mai 1943        | 14 février 1944   | Leclerq                                                  |                                     |                          |
| 14 février 1944    | 26 juin 1944      | Pierre-Antoine Blanchet                                  |                                     |                          |
| 26 juin 1944       | 29 août 1944      | Gaston Jacquemin                                         |                                     |                          |
| 29 août 1944       | 16 août 1945      | Pierre Schneiter                                         |                                     | à la Libération de Reims |
| 16 août 1945       | 16 novembre 1946  | Maurice Picard                                           |                                     |                          |
| 16 novembre 1946   | 1er janvier 1954  | Jean Escande                                             |                                     |                          |
| 1er mars 1954      | 1er novembre 1958 | Henri Ecal                                               |                                     |                          |
| 1er novembre 1958  | 11 février 1962   | Raymond Morice                                           |                                     |                          |
| 11 février 1962    | 3 avril 1972      | François Bosc                                            |                                     |                          |
| 4 avril 1972       | 18 août 1974      | Claude Bussiere                                          |                                     |                          |
| 19 août 1974       | 15 janvier 1979   | Jacques Planty                                           |                                     |                          |
| 16 janvier 1979    | juin 1981         | Jean Resungles                                           |                                     |                          |
| 27 août 1981       | 6 juillet 1983    | Claude Calimez                                           |                                     |                          |
| 7 juillet 1983     | 30 septembre 1992 | Hafnaoui Cheriet                                         |                                     |                          |
| octobre 1992       | 30 décembre 1995  | Jacques Fabre                                            |                                     |                          |
| 5 février 1996     | juin 1996         | Jean Paraf                                               |                                     |                          |
| 15 juillet 1996    | 6 septembre 1998  | Benoît Le Miere                                          |                                     |                          |
| 7 septembre 1998   | 28 septembre 2001 | Bertrand Marechaux                                       |                                     |                          |
| 2 avril 2001       | 31 décembre 2004  | Alain Boyer                                              |                                     |                          |
| 3 janvier 2005     | ???               | Jean-Louis Wiart                                         |                                     |                          |
| ???                | 2011              | Jean-Jacques Caron                                       |                                     |                          |
| 2011               | 2016              | Michel Bernard                                           |                                     |                          |
| 2016               | 2018              | Valérie Hatsch                                           |                                     |                          |
| 2018               |                   | Jacques Lucbereilh                                       |                                     |                          |